# Archidiocèse de Regina
L'archidiocèse métropolitain de Regina, dans la province canadienne de la Saskatchewan, a été érigé canoniquement le 4 décembre 1915 par le pape Benoît XV. Auparavant, il avait été érigé en diocèse par saint Pie X le 4 mars 1910 à partir de l'archidiocèse de Saint-Boniface. Le siège de l'archidiocèse se trouve à la cathédrale du Saint-Rosaire de Regina.

## Présentation
La superficie du territoire diocésain est de 151 375 km². Il y a 143 000 catholiques dans cette métropole, soit 30,2 % de la population totale (2022). Ils n'étaient que 16,5 % en 1950. Quatre-vingt-cinq prêtres portent leur ministère dans cent-quarante-et-une paroisses. Celles-ci sont réparties entre la ville de Regina et les régions rurales.
Au début du XXe siècle, beaucoup de diocésains étaient d'origine allemande et galicienne, ainsi que canadienne-française ou fransaskoise. En 1930, ce diocèse doit céder du territoire pour ériger le nouveau diocèse de Gravelbourg. Ce dernier est toutefois supprimé en 1998 et une partie des paroisses gravelbourgeoises sont réintégrées à l'évêché reginois. L'ancienne cathédrale de Gravelbourg est alors devenue la co-cathédrale Notre-Dame-de-l'Assomption de Gravelbourg.
Un centre Jean-Paul II a été construit à Regina pour l'éducation religieuse des adultes. L'archidiocèse est également responsable des écoles catholiques de Regina. Il offre des services de liturgie, de soins de santé pastoraux, de pastorale auprès des amérindiens et d'œcuménisme. 
La revue Prairie Messenger est publiée régulièrement. La sainte patronne de cet archidiocèse est Marie, Reine des Cieux.

Emplacement de l'archidiocèse.
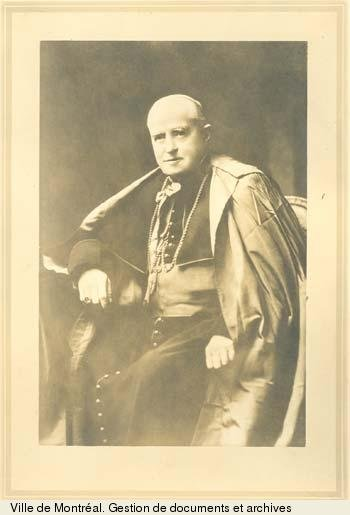
Mgr Olivier-Elzéar Mathieu, 1er  évêque de Regina.

## Évêques et archevêques
- Olivier-Elzéar Mathieu (1911 - 1929)
- James Charles McGuigan (1930 - 1934)
- Peter Joseph Monahan (1935 - 1947)
- Michael Cornelius O'Neill (1947 - 1973)
- Charles Aimé Halpin (1973 - 1994)
- Peter Joseph Mallon (1995 - 2005)
- Daniel Joseph Bohan (2005 - †2016)
- Donald Bolen (2016 - )

## Ordres religieux dans l'histoire du diocèse
- Oblats de Marie-Immaculée
- Religieuses de Jésus-Marie
- Sœurs de la Charité de Montréal
- Sœurs de Saint-Joseph

## Diocèses suffragants
- Diocèse de Prince-Albert
- Diocèse de Saskatoon